# Menophra rotifera
Menophra rotifera är en fjärilsart som beskrevs av Louis Beethoven Prout 1915. Menophra rotifera ingår i släktet Menophra och familjen mätare. Inga underarter finns listade i Catalogue of Life.